# Saison 1 de Falling Skies
Chronologie
Saison 2
Cet article présente les dix épisodes de la première saison de la série télévisée américaine Falling Skies. Cette saison est diffusée depuis le 19 juin 2011 sur TNT.

## Synopsis
Six à sept mois après l'invasion de la Terre par des extraterrestres, un groupe de résistants, le Modèle:« 2nd Mass (2d Massachusetts) » s'organise pour combattre les envahisseurs, avec à sa tête, Tom Mason, un ancien professeur d'histoire à la recherche de son fils protégeant les civils

### Diffusions
- Aux États-Unis, la diffusion de cette saison a commencé le 19 juin 2011 sur TNT.
- En France, la série est diffusée depuis le 5 juillet 2011 sur Orange Cinémax, depuis le 4 septembre 2012 sur TF6 et à partir du 4 octobre 2012 sur NT1
- Au Québec, la série est diffusée depuis le 2 avril 2012 sur Ztélé[1].

## Distribution

### Acteurs principaux
- Noah Wyle (VF : Éric Missoffe) : Tom Mason
- Moon Bloodgood (VF : Marie Zidi) : Anne Glass
- Drew Roy (VF : Alexandre Gillet) : Hal Mason
- Maxim Knight (en) (VF : Valentin Cherbuy) : Matt Mason
- Seychelle Gabriel (VF : Marie Tirmont) : Lourdes Delgado
- Peter Shinkoda (VF : Yann Guillemot) : Dai
- Sarah Carter (VF : Laura Blanc) : Margaret
- Colin Cunningham (VF : Boris Rehlinger) : John Pope
- Connor Jessup (VF : Nathanel Alimi) : Ben
- Will Patton (VF : Patrick Bethune) : capitaine Weaver

### Acteurs récurrents
- Jessy Schram (VF : Sandra Valentin) : Karen Nadler
- Bruce Gray (VF : Marc Cassot) : oncle Scott
- Dale Dye (VF : Frédéric Cerdal) : colonel Porter
- Dylan Authors (VF : Thomas Sagols) : Jimmy Boland
- Mpho Koaho (en) (VF : Jean-Baptiste Anoumon) : Anthony
- Daniyah Ysrayl (VF : Gabriel Bismuth-Bienaimé) : Rick
- Melissa Kramer : Sarah

### Invités
- James Collins (en) : Cueball
- Jaclyn Forbes : Elyse
- Wes Berger : John

## Liste des épisodes

### Épisode 1:Vivre et apprendre
- États-Unis : 19 juin 2011 sur TNT
- France : 
  - 5 juillet 2011 sur Orange Cinémax[2],[3]
  - 4 septembre 2012 sur TF6 [4]
  - 4 octobre 2012 sur NT1[5]
- Québec : 2 avril 2012 sur Ztélé

- États-Unis : 5,91 millions de téléspectateurs[6] (première diffusion)
- France : 421 000 téléspectateurs (première diffusion) sur NT1[7]

### Épisode 2:L’Armurerie
- États-Unis : 19 juin 2011 sur TNT
- France : 
  - 5 juillet 2011 sur Orange Cinémax[3]
  - 4 septembre 2012 sur TF6
  - 4 octobre 2012 sur NT1
- Québec : 9 avril 2012 sur Ztélé

- États-Unis : 5,91 millions de téléspectateurs[6] (première diffusion)
- France : 470 000 téléspectateurs (première diffusion) sur NT1[réf. souhaitée]

### Épisode 3:Prisonniers de guerre
- États-Unis : 26 juin 2011 sur TNT
- France : 
  - 12 juillet 2011 sur Orange Cinémax[3]
  - 4 septembre 2012 sur TF6
  - 4 octobre 2012 sur NT1
- Québec : 16 avril 2012 sur Ztélé

- États-Unis : 4,2 millions de téléspectateurs[8] (première diffusion)
- France : 530 000 téléspectateurs (première diffusion) sur NT1[réf. souhaitée]

### Épisode 4:Action de grâce
- États-Unis : 3 juillet 2011 sur TNT
- France : 
  - 19 juillet 2011 sur Orange Cinémax[3]
  - 4 septembre 2012 sur TF6
  - 11 octobre 2012 sur NT1
- Québec : 23 avril 2012 sur Ztélé

- États-Unis : 4,07 millions de téléspectateurs[9] (première diffusion)
- France : 310 000 téléspectateurs (première diffusion) sur NT1[réf. souhaitée]

### Épisode 5:Tuer en silence
- États-Unis : 10 juillet 2011 sur TNT
- France : 
  - 26 juillet 2011 sur Orange Cinémax[3]
  - 11 septembre 2012 sur TF6
  - 11 octobre 2012 sur NT1
- Québec : 30 avril 2012 sur Ztélé

- États-Unis : 3,9 millions de téléspectateurs[10] (première diffusion)

### Épisode 6:Le Sanctuaire, première partie
- États-Unis : 17 juillet 2011 sur TNT
- France : 
  - 2 août 2011 sur Orange Cinémax[3]
  - 11 septembre 2012 sur TF6
  - 11 octobre 2012 sur NT1
- Québec : 7 mai 2012 sur Ztélé

- États-Unis : 4,27 millions de téléspectateurs[11] (première diffusion)

### Épisode 7:Le Sanctuaire, deuxième partie
- États-Unis : 24 juillet 2011 sur TNT
- France : 
  - 9 août 2011 sur Orange Cinémax[3]
  - 11 septembre 2012 sur TF6
  - 18 octobre 2012 sur NT1
- Québec : 14 mai 2012 sur Ztélé

- États-Unis : 4,07 millions de téléspectateurs[12] (première diffusion)
- France : 270 000 téléspectateurs (première diffusion) sur NT1[13]

### Épisode 8:La Face cachée du rampant
- États-Unis : 31 juillet 2011 sur TNT
- France : 
  - 16 août 2011 sur Orange Cinémax[3]
  - 19 septembre 2012 sur TF6
  - 18 octobre 2012 sur NT1
- Québec : 21 mai 2012 sur Ztélé

- États-Unis : 4,31 millions de téléspectateurs[14] (première diffusion)

### Épisode 9:La Mutinerie
- États-Unis : 7 août 2011 sur TNT
- France : 
  - 23 août 2011 sur Orange Cinémax[3]
  - 19 septembre 2012 sur TF6
  - 18 octobre 2012 sur NT1
- Québec : 28 mai 2012 sur Ztélé

- États-Unis : 5,7 millions de téléspectateurs[15] (première diffusion)

### Épisode 10:Négociation
- États-Unis : 7 août 2011 sur TNT
- France : 
  - 30 août 2011 sur Orange Cinémax[3]
  - 19 septembre 2012 sur TF6
  - 18 octobre 2012 sur NT1
- Québec : 4 juin 2012 sur Ztélé

- États-Unis : 5,54 millions de téléspectateurs[15] (première diffusion)